# محمدقادر همراه‌علیف
محمدقادر همراه‌علیف (انگلیسی: Mukhammadkodir Khamraliev؛ زادهٔ ۶ ژوئیهٔ ۲۰۰۱) بازیکن فوتبال است.
وی همچنین در تیم‌های ملی فوتبال زیر ۲۳ سال ازبکستان و ازبکستان بازی کرده‌است.